# Pietro Vittorelli
Pietro Vittorelli (Roma, 30 giugno 1962 – Roma, 13 ottobre 2023) è stato un abate italiano.

## Biografia
Pietro Vittorelli nacque a Roma il 30 giugno 1962, da una famiglia originaria di San Vittore del Lazio, in provincia di Frosinone.

### Formazione e ministero sacerdotale
Dopo gli studi presso il liceo scientifico Tullio Levi Civita di Roma e quelli universitari presso l'Università La Sapienza, il 19 luglio 1989 conseguì la laurea in medicina e chirurgia.
Il 24 settembre 1989 fece il suo ingresso come postulante nell'abbazia di Montecassino. Emise la professione monastica il 13 gennaio 1991 e ricevette l'ordinazione presbiterale il 26 giugno 1994. Nel 1994 conseguì il baccellierato in teologia cattolica presso il Pontificio Ateneo Sant'Anselmo in Roma. Durante gli studi teologici divenne anche membro del senato accademico del Pontificio Ateneo Sant'Anselmo.
Nel 1994 sostenne l'esame di Stato per l'abilitazione alla professione medica e si iscrisse all'albo dei medici chirurghi della provincia di Frosinone. Nel 1997 venne nominato maestro dei novizi della Congregazione Cassinese e animatore vocazionale della medesima congregazione. Nel 2003 venne nominato dalla Regione Lazio membro del comitato provinciale di bioetica dell'azienda sanitaria locale di Frosinone.
Dal 1994 al 2004 partecipò alla realizzazione delle mostre per il "bimillenario di Gesù Cristo" e per il Giubileo del 2000, in collaborazione con la Biblioteca Apostolica Vaticana e il Ministero per i Beni Culturali. È stato autore di articoli sulla dottrina sociale della Chiesa e di altri di carattere giuridico.

### Ministero abbaziale
Il 25 ottobre 2007 il capitolo dell'arciabbazia di Montecassino lo elesse 191º abate. L'elezione venne confermata e ratificata il 17 novembre dello stesso anno da papa Benedetto XVI. Dopo aver ricevuto il 28 dicembre la benedizione abbaziale dal cardinale Giovanni Battista Re, allora prefetto della Congregazione per i vescovi, prese possesso del palazzo abbaziale e della chiesa madre, nonché della diocesi facente capo all'abbazia territoriale di Montecassino. Il 24 maggio 2009 ricevette la visita di Benedetto XVI.
Nel maggio 2012 venne colpito da una grave crisi respiratoria (fonti giornalistiche in seguito hanno dichiarato che l'episodio sarebbe avvenuto a causa di abuso di droga in un suo viaggio a Berlino), per il quale risultò paralizzato in una parte importante del corpo (la versione ufficiale dell'abbazia dichiarò invece che si sarebbe trattato di un ictus, conseguenza di una crisi cardiaca).
Dopo lunga degenza e terapia riabilitativa (le medesime fonti giornalistiche affermarono che si sarebbe trattato di una importante clinica svizzera), nella primavera del 2013 fece rientro tra le mura dell'abbazia. Partecipò alla visita ad limina del 9 febbraio 2013.

### Rinuncia al ministero abbaziale e morte
Il 12 giugno 2013 papa Francesco accettò la sua rinuncia per motivi di salute al governo pastorale dell'abbazia di Montecassino.
Trasferitosi in un appartamento di sua proprietà a Roma, Vittorelli, secondo fonti giornalistiche, avrebbe continuato a organizzare feste a base di droga e a intrattenere numerosi rapporti omosessuali, iniziati già quando ancora risiedeva a Montecassino, anche grazie all'uso di un social network diffuso nella comunità omosessuale, Grindr, sotto falsa identità.
L'11 novembre 2015 la Guardia di Finanza gli ha sequestrato 500.000 euro «somma della quale [...] si sarebbe impossessato prelevandola, durante il suo mandato, dai conti dell'abbazia». Avrebbe usato il denaro per cene di lusso, profumi, vestiti, per pagare ragazzi escort, organizzare orge ed acquistare ecstasy, poppers e GHB (una potente droga da stupro). Le somme sottratte dall'ex abate sarebbero state riciclate in varie tranche, dopo essere transitate su conti correnti gestiti dal fratello Massimo, intermediario finanziario, prima di tornare nella disponibilità dell'ex abate, che aveva accesso illimitato ai conti di Montecassino.. Il fratello è risultato indagato per riciclaggio di denaro. I successivi processi non hanno però avvalorato le accuse di appropriazione indebita, tanto che il 16 maggio 2023 il tribunale di Roma ha assolto con formula piena sia lui che il fratello poiché il fatto non sussiste.
Morì a causa di una crisi cardiaca nella sua abitazione di Roma il 13 ottobre 2023 all'età di 61 anni. In seguito ai funerali celebrati il 17 ottobre dall'abate Antonio Luca Fallica, venne sepolto nel cimitero monastico adiacente alla cattedrale di Santa Maria Assunta e San Benedetto abate di Montecassino.